# Badia Pavese
Badia Pavese là một đô thị ở tỉnh Pavia trong vùng Lombardia của Ý, có cự ly khoảng 45 km về phía đông nam của Milan và khoảng 25 km về phía đông nam của Pavia. Tại thời điểm ngày 31 tháng 12 năm 2004, đô thị này có dân số 435 người và diện tích là 5,0 km².
Badia Pavese giáp các đô thị sau: Chignolo Po, Monticelli Pavese, Pieve Porto Morone, Santa Cristina e Bissone.